# Liebfrauenschule Vechta
Die Liebfrauenschule Vechta gGmbH (ULF) ist ein staatlich anerkanntes Mädchengymnasium in Vechta (Niedersachsen), das sich bis 2013 in Trägerschaft der Schwestern Unserer Lieben Frau (Coesfeld) in Vechta befand. Seit dem 1. August 2013 ist die Liebfrauenschule Vechta gGmbH Träger der Schule.

## Schulgeschichte
Die Schule wurde am 29. September 1859 mit demselben Namen wie heute auf Anregung des Bischöflichen Offizials Engelbert Reismann in Vechta gegründet. Der Schulbetrieb begann am 15. Oktober 1859 mit zunächst 26 Kindern. Die Schule hatte zu diesem Zeitpunkt ihren Standort in einem Vechtaer Bürgerhaus gegenüber dem heutigen Krankenhaus.
Im Laufe der Geschichte entwickelte sich die Einrichtung allmählich von einer ursprünglich Höheren Töchterschule in ein allgemeinbildendes Gymnasium. 1976 führte die Liebfrauenschule Vechta die reformierte Oberstufe ein. Am 20. Juli 1994 wurde das an die Schule angegliederte Internat aus personellen und finanziellen Gründen geschlossen.
Entsprechend der stetig zunehmenden Anzahl von Schülerinnen erfolgten im Laufe der Jahre beträchtliche Erweiterungen der Schulgebäude: In den 1970er Jahren wurde der Naturwissenschaftliche Trakt gebaut (nochmals erweitert 1995), 1993 erfolgte der Neubau des Verbindungstraktes zwischen dem Kapellenflügel und dem alten Frauenoberschulbau mit Kunst- und Musikräumen, 1994 wurden das Kunstatelier und das Fotolabor im neuen Dachgeschoss des Frauenoberschulbaus eingeweiht. Den Abschluss bildete der Neubau einer neuen Turnhalle auf dem alten Sportplatz an der Contrescarpe in den Jahren 1999/2000.
Am 1. August 2013 begann eine neue Ära in der Geschichte der Schule. Die Schwestern Unserer Lieben Frau gaben die Schule auf und beendeten damit die 154 Jahre währende Tradition. Der Grund: Die deutsche Provinz des weltweit tätigen Ordens hatte keinen Nachwuchs mehr und sah sich  gezwungen, die Gemeinschaft der Schwestern im Liebfrauenhaus in Vechta aufzulösen. Die Schwestern übergaben die Trägerschaft der Schule an die neu gegründete Liebfrauenschule Vechta GmbH, deren alleiniger Gesellschafter das Bischöflich Münstersche Offizialat in Vechta ist. Seit dem Trägerwechsel wird die Liebfrauenschule Vechta als dreizügiges Gymnasium für Mädchen geführt.
Im Jahr 2015 begannen umfangreiche Renovierungs- und Sanierungsmaßnahmen im Schulgebäude, die bis heute nicht abgeschlossen sind. Seit dem Schuljahr 2016/17 werden die Klassen von der Klassenstufe 6 aufsteigend als iPad-Klassen geführt. Die Liebfrauenschule ist damit die erste Schule im Landkreis, die digitale Medien im Unterricht fächerübergreifend einsetzt.

## Schulpartnerschaften
Seit einigen Jahren unterstützt die Liebfrauenschule Vechta den Aufbau der St. Julie School im ugandischen Buseesa. Mit dem Collège Ste. Ursule und dem Lycée du Kreisker in der bretonischen Stadt Saint-Pol-de-Léon verbindet die Liebfrauenschule seit mehr als 30 Jahren eine Schulpartnerschaft. Im Laufe dieser Zeit haben mehr als 1700 Schülerinnen und Lehrer an den unterschiedlichen Austauschprojekten teilgenommen. Verbindungen bestehen darüber hinaus zum Gymnazium Nr. 2, zum Gymnazium Nr. 4 im polnischen Starachowice und zur Jaroslava Heyrovskova-Schule in Prag. Eine weitere Schulpartnerschaft besteht seit 2014 auch zu Somerville House, einer Mädchenschule in Brisbane/Australien. Zudem nehmen Schülerinnen regelmäßig am Schüleraustausch im Rahmen der deutsch-französischen Programme Voltaire und Brigitte Sauzay teil. In der Klassenstufe 10 findet ein Schüleraustausch (Dauer 4 Monate) mit ordenseigenen Schulen in den USA statt, und zwar mit der
1. Notre Dame Academy Los Angeles
2. La Reina High School Thousand Oaks (Kalifornien)
3. Notre Dame Academy Toledo (Ohio)
4. Regina High School Cleveland (Ohio)
5. Notre Dame Academy Covington (Kentucky).

## Besonderheiten

### Unterrichtsangebot
- außer Englisch, Französisch und Latein auch Spanisch als Fremdsprachen
- verbindlicher Informatikunterricht in den Klassen 5 und 6
- iPad-Klassen ab der Jahrgangsstufe 6
- ein zweistündiges Wahlpflichtangebot in den Klassenstufen 8 bis 10 für die Schülerinnen, die wieder nach 9 Schuljahren ihr Abitur ablegen
- differenziertes Sport-Angebot in der Oberstufe (Kanukurs, „Auf Rollen und Rädern“, Kämpfen)

### Außerhalb des Unterrichts
- breites Angebot an Arbeitsgemeinschaften mit einem besonderen Schwerpunkt im Bereich Theater/Musik
- schulinterne Wettbewerbe, z. B. Certanum Latinum Vechtense

### Für Mädchen
- Sprachprüfungsvorbereitungen (DELF und CAE)
- Rhetorik-Kurse in der Mittelstufe
- Selbstverteidigungstraining (im Sportunterricht der Mittelstufe integriert)
- umfassende Berufsvorbereitung durch
  - schulinterne Organisation der Zukunftstage (früher Girls Day) mit Betriebsbesichtigungen, Diskussionsveranstaltungen usw.
  - vierzehntägiges Betriebspraktikum in der Klassenstufe 10
  - Berufsorientierungstage in der Klassenstufe 10
  - Besuch der Messe „Abi Einstieg“

## Katholische Angebote
- Tage religiöser Orientierung in der Mittelstufe und in der Oberstufe
- Projekt „Begegnung“ in der Klassenstufe 8
- regelmäßige Klassen- und Schulgottesdienste

## Bekannte ehemalige Schülerinnen
- Wally Feiden (* 1940), Politikerin (SPD): Abitur 1961
- Katja Suding (* 1975), Politikerin (FDP): Abitur 1996
- Britta Kellermann (* 1979), Politikerin (Bündnis 90/Die Grünen): Abitur 1998
- Mareike Nieberding (* 1987), Journalistin: Abitur 2006
- Maureen Wroblewitz (* 1998), Fotomodell, Gewinnerin bei Asias Next Top Model 2017: Abitur 2016

## Ehemalige/gegenwärtige Lehrer (Auswahl)
- Heiner Wilmer (* 1961), römisch-katholischer Bischof